# Eydie Gormé
Eydie Gormé,  född Edith Gormezano den 16 augusti 1928 i Bronx i New York, död 10 augusti 2013 i Las Vegas, Nevada, var en amerikansk populärsångerska, som var vokalist i Tex Benekes och Tommy Tuckers orkestrar. Hon var gift med sångaren Steve Lawrence (som hon också uppträdde tillsammans med) från 1957 fram till sin död. Bland Gormés största hitsinglar kan nämnas "Love Me Forever" (1958), "Blame It on the Bossa Nova" och "I Want to Stay Here" (båda 1963).

## Diskografi (urval)
Singlar (topp 50 på Billboard Hot 100)
- 1954 – "Fini" (#19)
- 1956 – "Too Close for Comfort" (#39)
- 1956 – "Mama, Teach Me to Dance" (#34)
- 1957 – "Love Me Forever" (#24)
- 1958 – "You Need Hands" (#11)
- 1963 – "Blame It on the Bossa Nova" (#7)
- 1964 – "I Want You to Meet My Baby" (#43)
- 1969 – "Tonight I'll Say a Prayer" (#45)